# Sainfoin cultivé
Onobrychis viciifolia
Espèce
Classification APG III (2009)
Statut de conservation UICN

 LC  : Préoccupation mineure
Le sainfoin cultivé, encore appelé esparcette cultivée ou esparcette à feuilles de vesce (Onobrychis viciifolia), est une espèce de plantes à fleurs de la famille des Fabacées.
C'est une plante herbacée des prairies peu amendées et qui était autrefois très cultivée comme fourrage. On la retrouve aussi dans les friches et les terrains vagues surtout sur substrat calcaire.

## Étymologie
Le nom générique Onobrychis est composé de deux termes grec όνος (onos), l'âne et βρύκω (brýko), signifiant manger avec avidité, par allusion à l'attrait des ânes pour cette plante.
En français, sainfoin provient de sain foin : « L'herbe est appelée en France sain-foin, en Italie herba medica, en Provence et Languedoc luzerne maigre. De l'excessive louange que l'on a donnée à cette plante, à cause de sa vertu médicinale et engraissant le bétail qui s'en paît, vient ce mot de sain » (Olivier de Serres). Le nom allemand de Esparsette provient du nom français encore utilisé en Suisse (Esparcette), lui-même probablement dérivé du provençal Esparceto : épars.

## Description
C'est une plante érigée, aux feuilles pennées (entre 6 et 14 paires de folioles oblongues à linéaires).
Son système racinaire est puissant. La plante mesure de 50 à 70 cm de hauteur.
Les fleurs apparaissent à l'aisselle des feuilles supérieures en grappes longuement pédonculées. Elles sont de couleur rose marquées par des nervures pourpres.
Les fruits sont des petites gousses dentées.

## Utilisation
Le sainfoin est utilisé surtout dans les zones calcaires sèches. Il est également résistant au froid et peut servir de précédent dans des sols peu profonds et difficiles.
Le sainfoin est apprécié des éleveurs car, contrairement à d'autres espèces de légumineuses telles que la luzerne, il ne provoque pas de météorisation chez les herbivores qui le consomment frais.
Plus de 20 variétés sont inscrites au catalogue européen des espèces et variétés. Deux variétés de types différents sont inscrites au catalogue français : 
- Albion : sainfoin simple, à une coupe mais qui dure 3 ans.
- Canto : sainfoin double, à deux coupes, plus productif dans l'année mais qui a une moindre pérennité.

Le sainfoin peut aussi être utilisé en mélange dans des prairies temporaires en zone sèche calcaire. Dans ces conditions, le mélange dactyle-luzerne-sainfoin est un excellent compromis en rusticité, productivité et qualité fourragère, y compris en agriculture biologique.
En zone froide et saine, il peut accompagner dactyle, fléole, fétuque des prés et trèfle blanc hollandicum.
Le sainfoin présente également l'intérêt d'être riche en tanins condensés. Cette particularité lui confère un intérêt pour limiter les rejets d'azote urinaire et de méthane dans l'environnement.

## Synonymes
Cette plante était anciennement appelée Onobrychis sativa Lam.. On trouve également le nom Onobrychis viciaefolia Scop., qui varie peu par rapport à celle du nom accepté.

## Galerie d'images

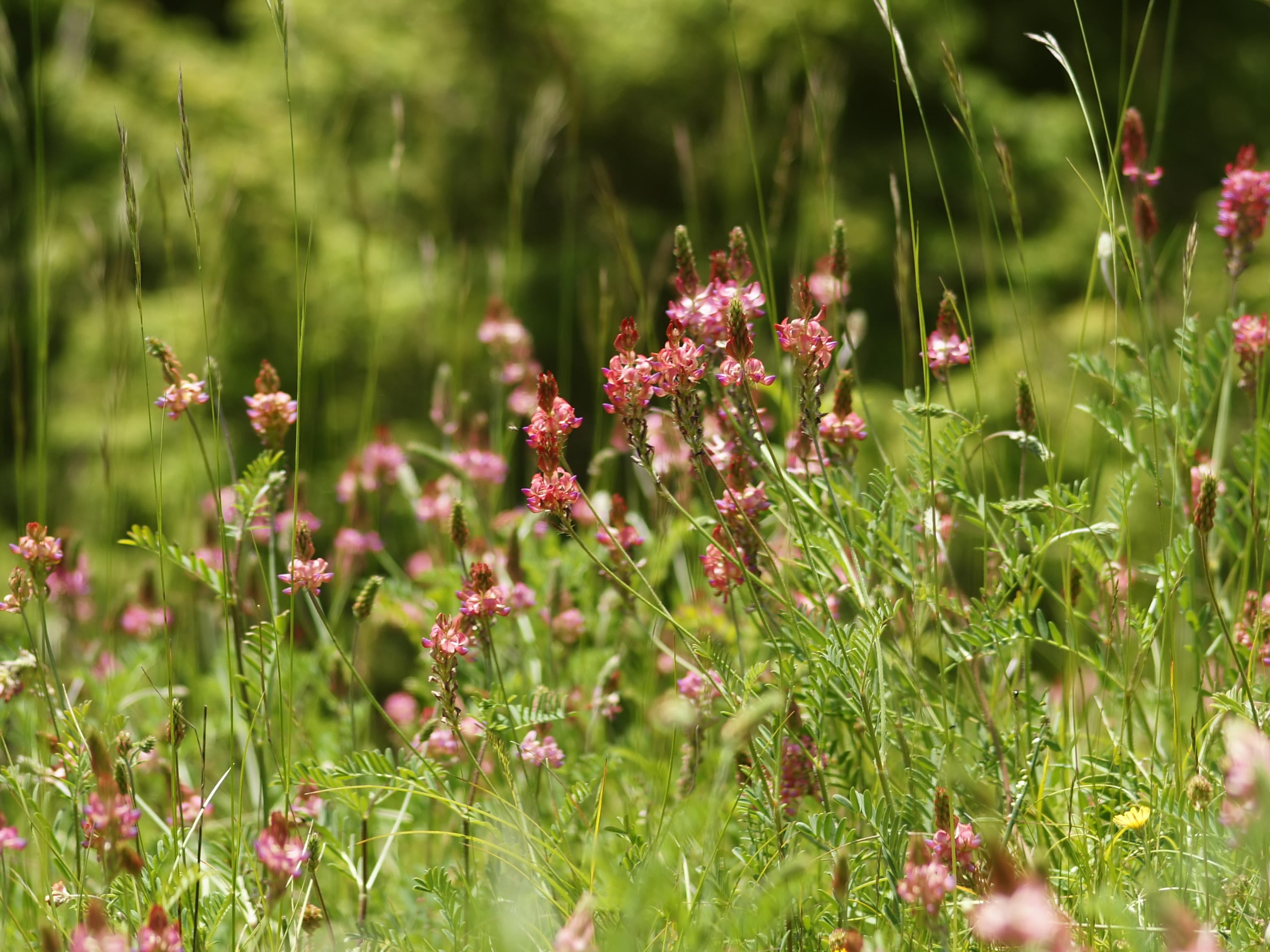
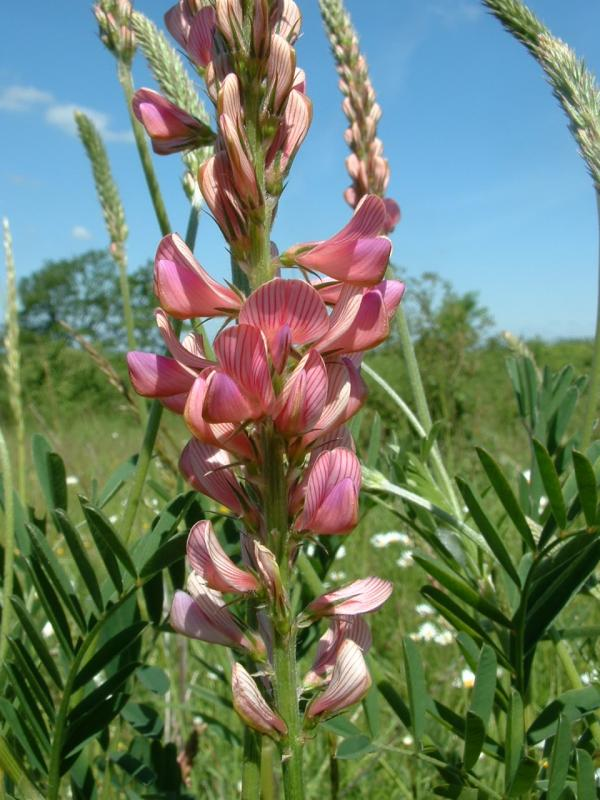
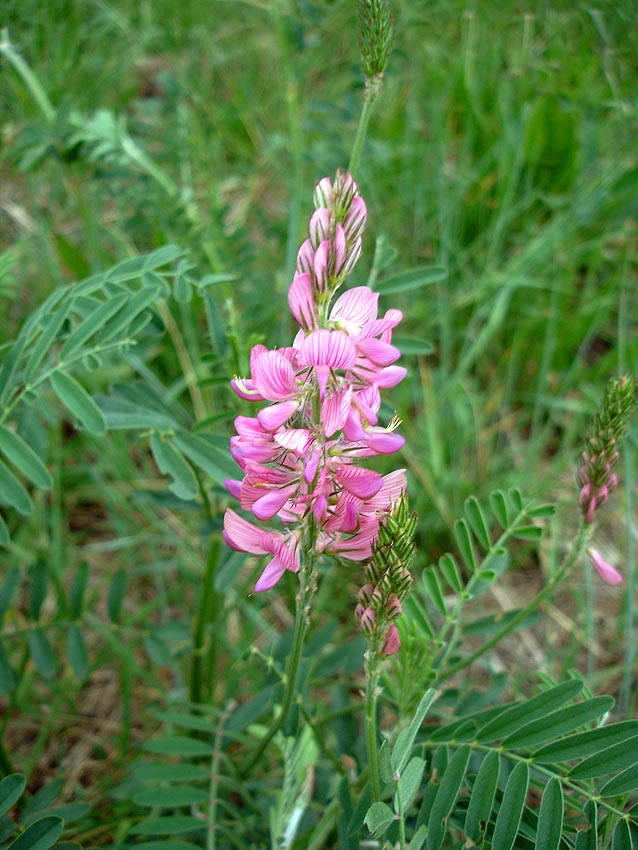
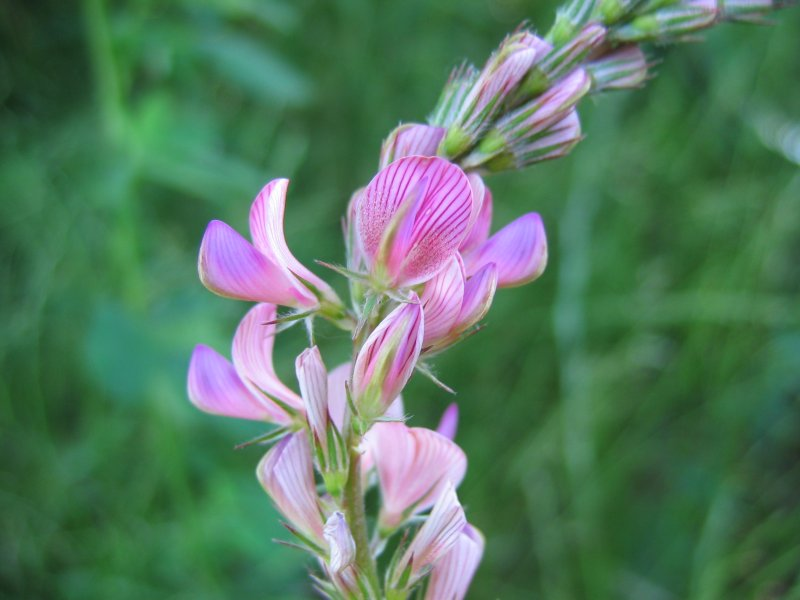
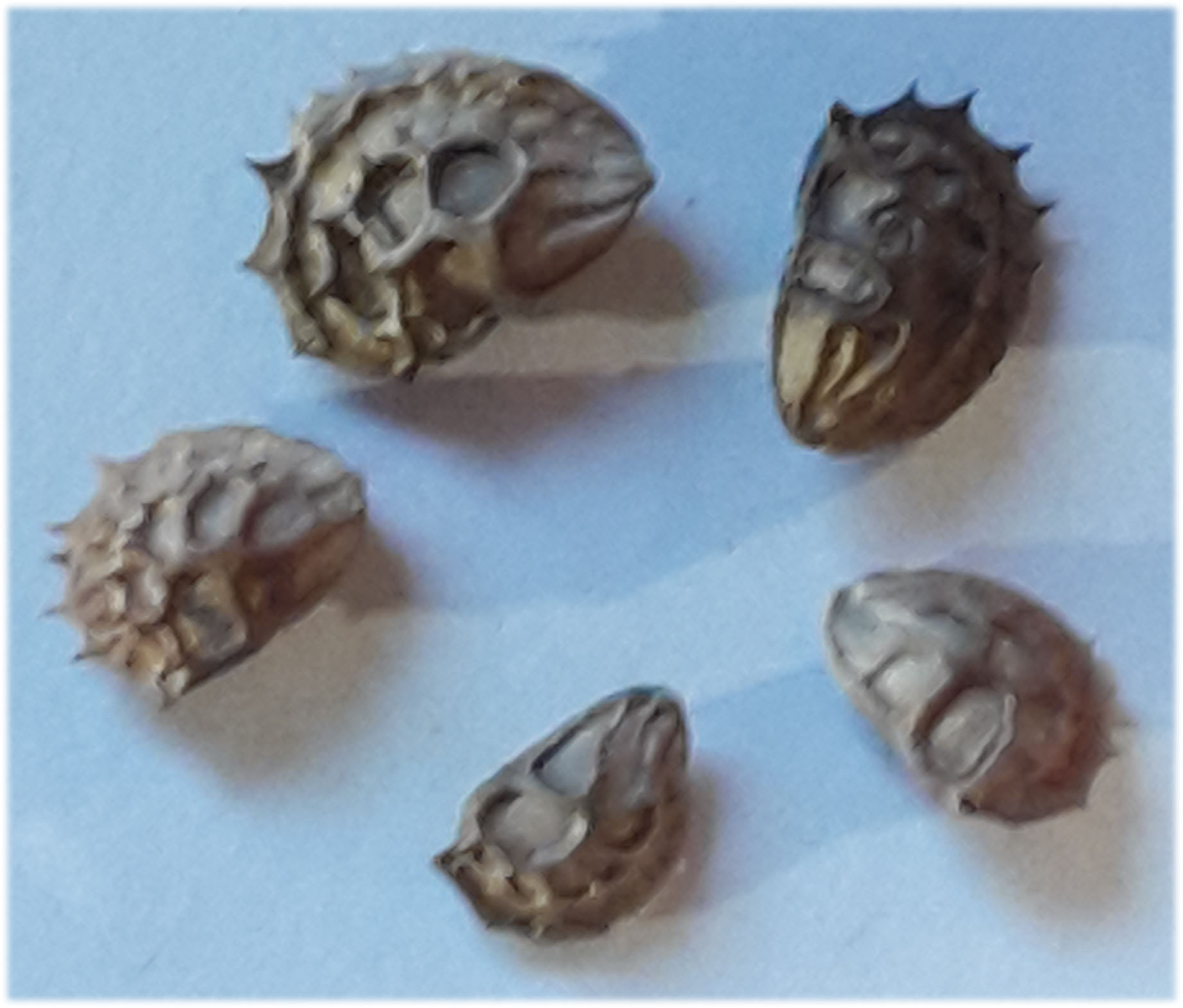
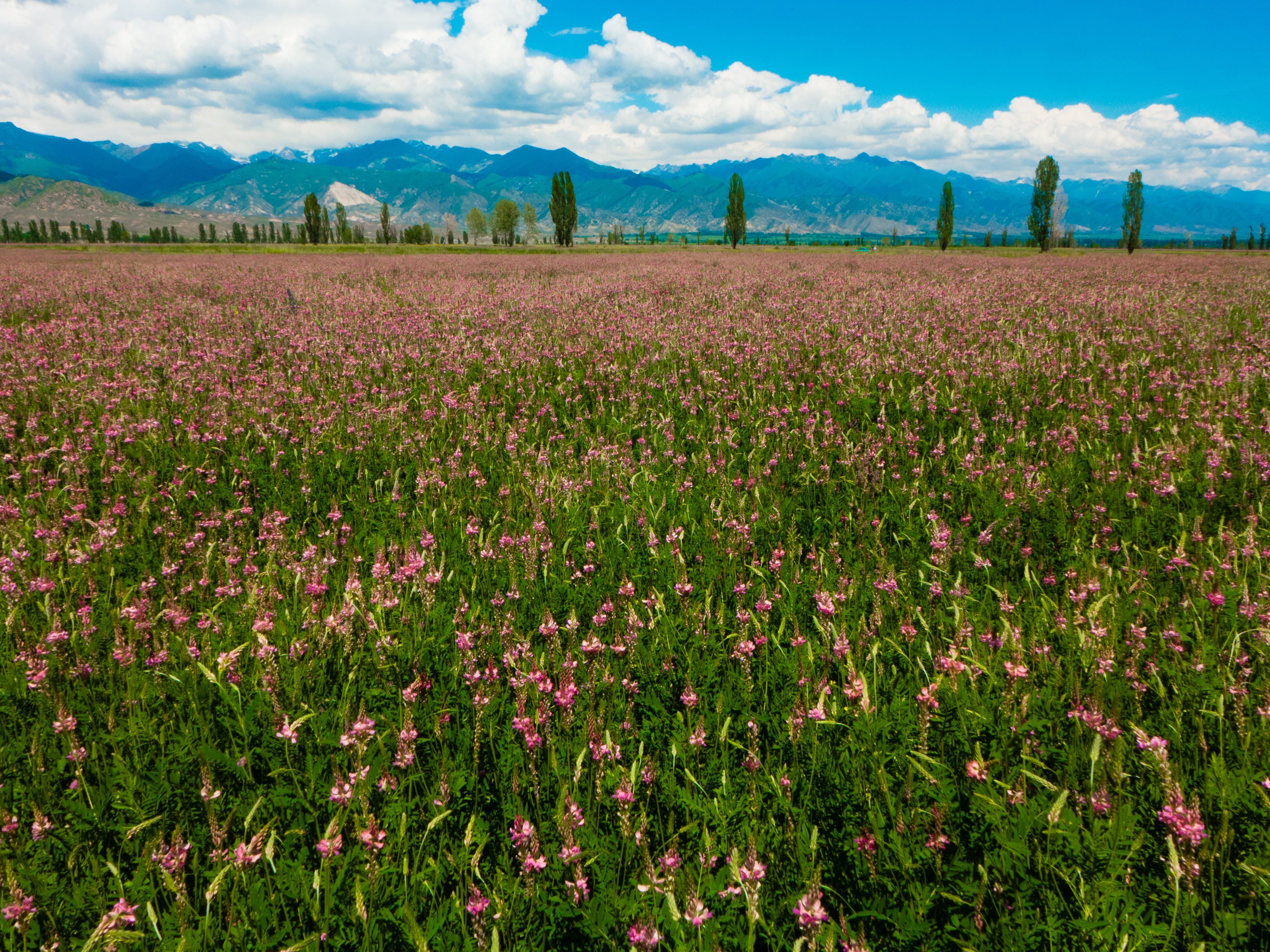
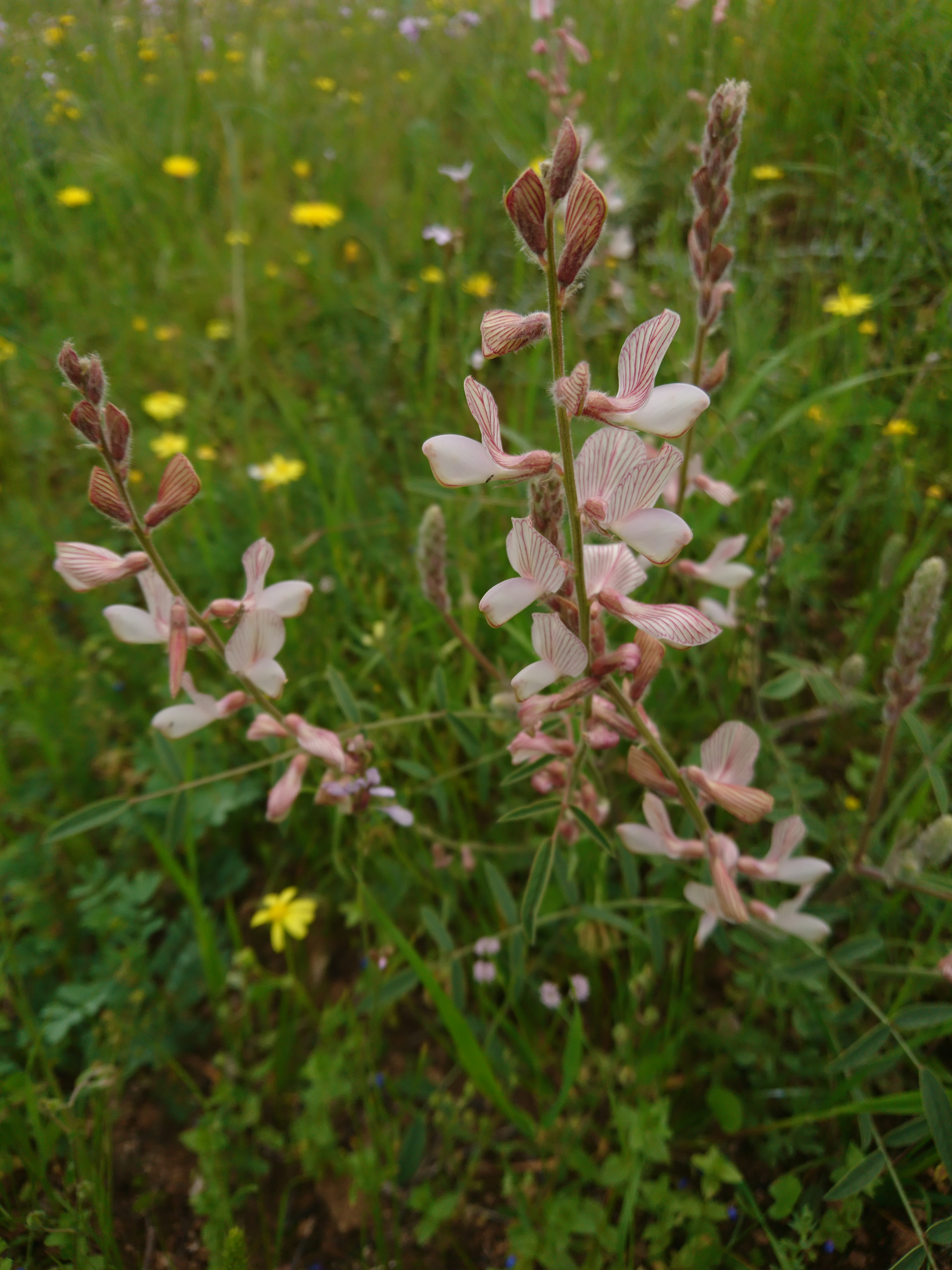
Onobrychis Viciifolia à Behbahan.